# 25914 Bair
25914 Bair este o planetă minoră (asteroid) din centura de asteroizi. A fost descoperită pe 2 februarie 2001 la Stația Anderson Mesa de Lowell Observatory Near-Earth-Object Search. 
Obiectul prezintă o orbită caracterizată de o semiaxă mare de 2,564531 UAi, o excentricitate de 0,24, o înclinație de 5,03539 ° în raport cu ecliptica.